# Liste der Flaggenzeichen im Motorsport

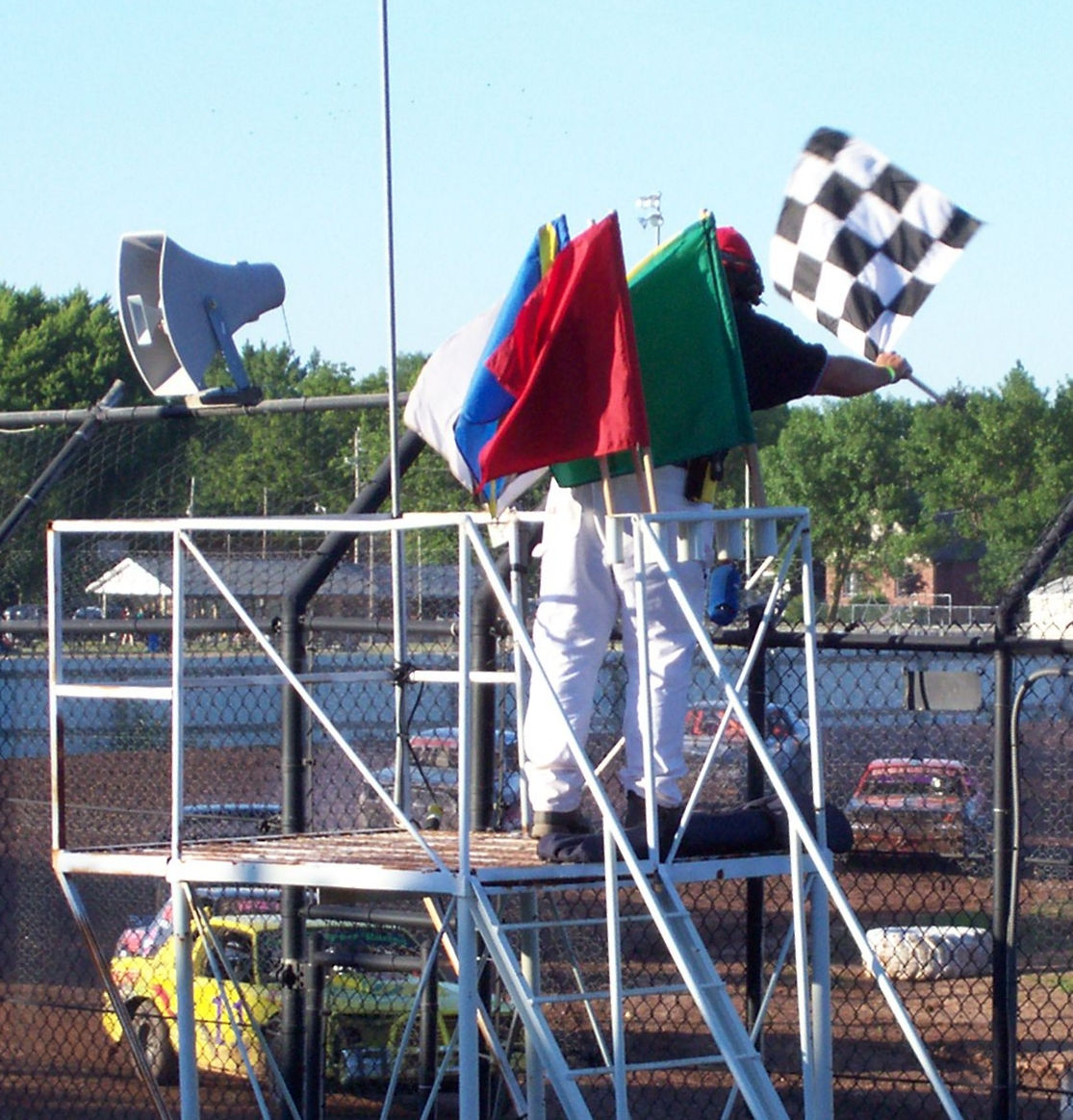
Ein Sportwart (Flagmarshal) gibt Flaggenzeichen.

Die Liste der Flaggenzeichen im Motorsport beschreibt die im Motorsport vorgeschriebenen Flaggenzeichen. Diese dienen der Kommunikation an Rennstrecken zwischen der Rennleitung, den Sportwarten und den Teilnehmern.
Die Flaggenzeichen werden von der Rennleitung und den Sportwarten verwendet, um die Teilnehmer auf Gefahrensituationen hinzuweisen oder regelnd in den Lauf einzugreifen. Außerdem können die Flaggenzeichen aus Fahrzeugen der Rennleitung, zum Beispiel zum Sperren oder Freigeben der Strecke, oder im Führungsfahrzeug, gezeigt werden.
Die Flaggen werden stillgehalten oder geschwenkt, einzeln oder verdoppelt gezeigt oder durch Tafeln mit weiteren Informationen oder Lichtsignalen ergänzt.
Häufig wird der in dem Zusammenhang falsche Begriff Fahne verwendet, obwohl die Flaggen der Signalisierung dienen.
Die Verwendung der Flaggen wird von dem ausgebildeten Sportwart aufgrund der akuten Situation in Eigenregie entschieden. Bei der Formel 1 werden die Flaggenzeichen mittlerweile direkt aus der Rennleitung angewiesen und parallel elektronisch in das Cockpit des Fahrers übermittelt. Alternativ werden bei Nachtrennen auch reflektierende Schilder oder in der Formel 1 sogenannte elektronische Flaggen verwendet. Immer mehr finden im Motorsport auch die „Light panels“ ihren Einsatz, dort werden die Flaggenzeichen über eine Lichtanzeige angezeigt. Diese können sowohl direkt von der Rennleitung als auch von den Marshals auf ihren Posten bedient werden.
Die Streckensicherungsvorschriften werden von den jeweiligen nationalen Sportverbänden, also den Trägern der nationalen Sporthoheit im Motorsport, festgelegt. Die nationale Sporthoheit wird in Deutschland durch den Deutschen Motor Sport Bund, in Österreich durch die AMF und in der Schweiz durch Auto Sport Schweiz und die Föderation der Motorradfahrer der Schweiz wahrgenommen.
Obwohl im Automobil- und im Motorradsport internationale Regelungen existieren, können die Sportverbände abweichende Regelungen festlegen und eigene Flaggenzeichen oder eine andere Nutzung der Flaggen bestimmen.

## Geschichte

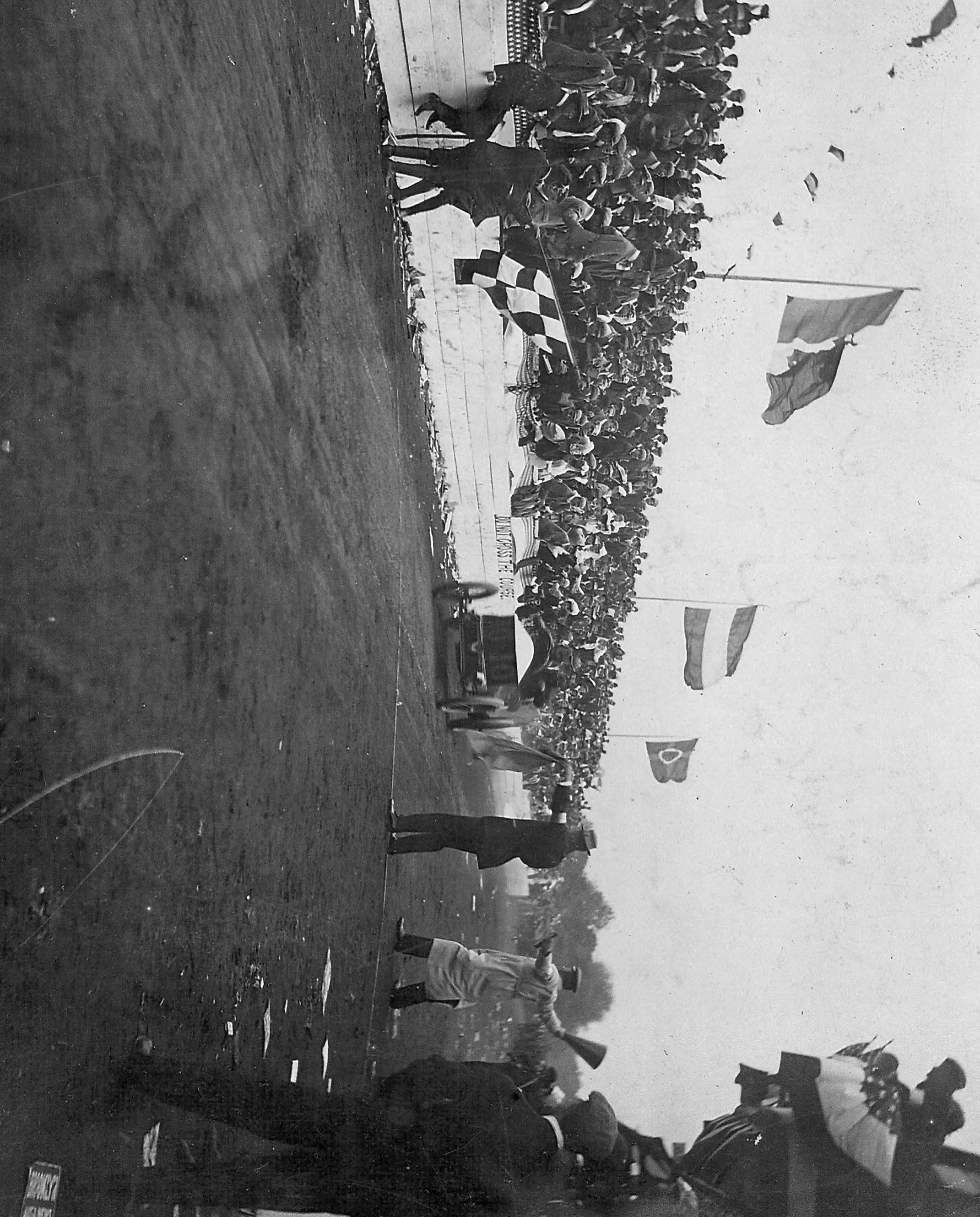
Der Vanderbilt Cup 1906 wurde mit einer karierten Flagge abgewinkt.

1899, in den Anfängen des Motorsports, wurden bereits Flaggenzeichen von einer Rennleitung zur Kommunikation mit den Fahrern verwendet. Hier wurden die heute noch gültige rote Flagge und die gelbe Flagge verwendet.
In der ersten Automobilzeitschrift der Welt, The Horseless Age, wurde im Motorsportjahr 1903 die Ausschreibung der Fahrt Paris–Madrid abgedruckt und dort die vom Veranstalter festgelegten Flaggenzeichen beschrieben. Die „gelbe Flagge“ markierte 1903 bei dem Paris-Madrid-Rennen einen Pflichtstopp, und die „blaue Flagge“ eine gefährliche Stelle, die langsamer zu passieren war.
In der Grand-Prix-Saison 1906 wurde beim Vanderbilt Cup in Long Island das Rennen bereits mit einer schwarz-weiß karierten Flagge abgewunken.

## Rundstreckenrennen

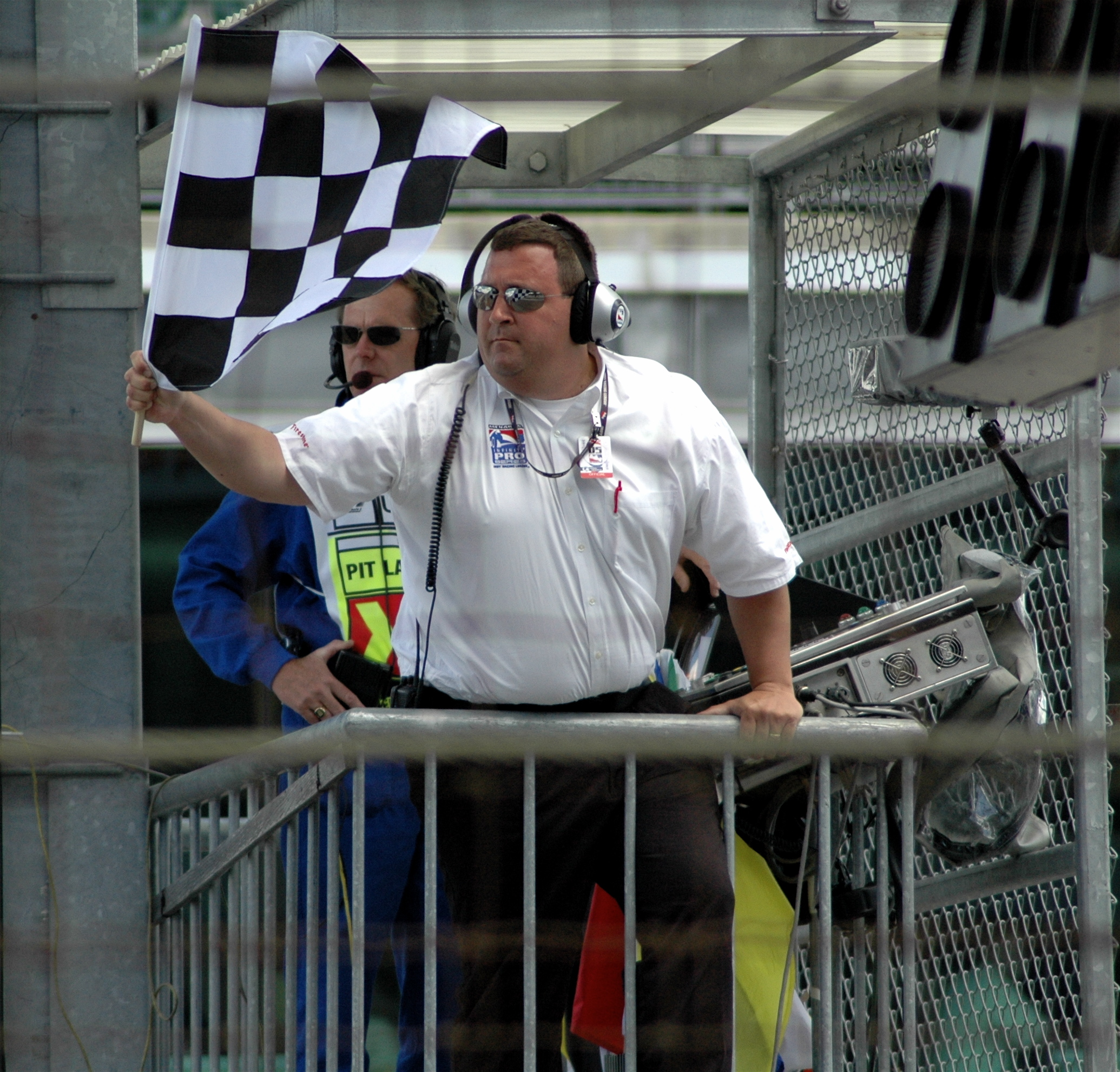
karierte Flagge: Das Rennen ist beendet.

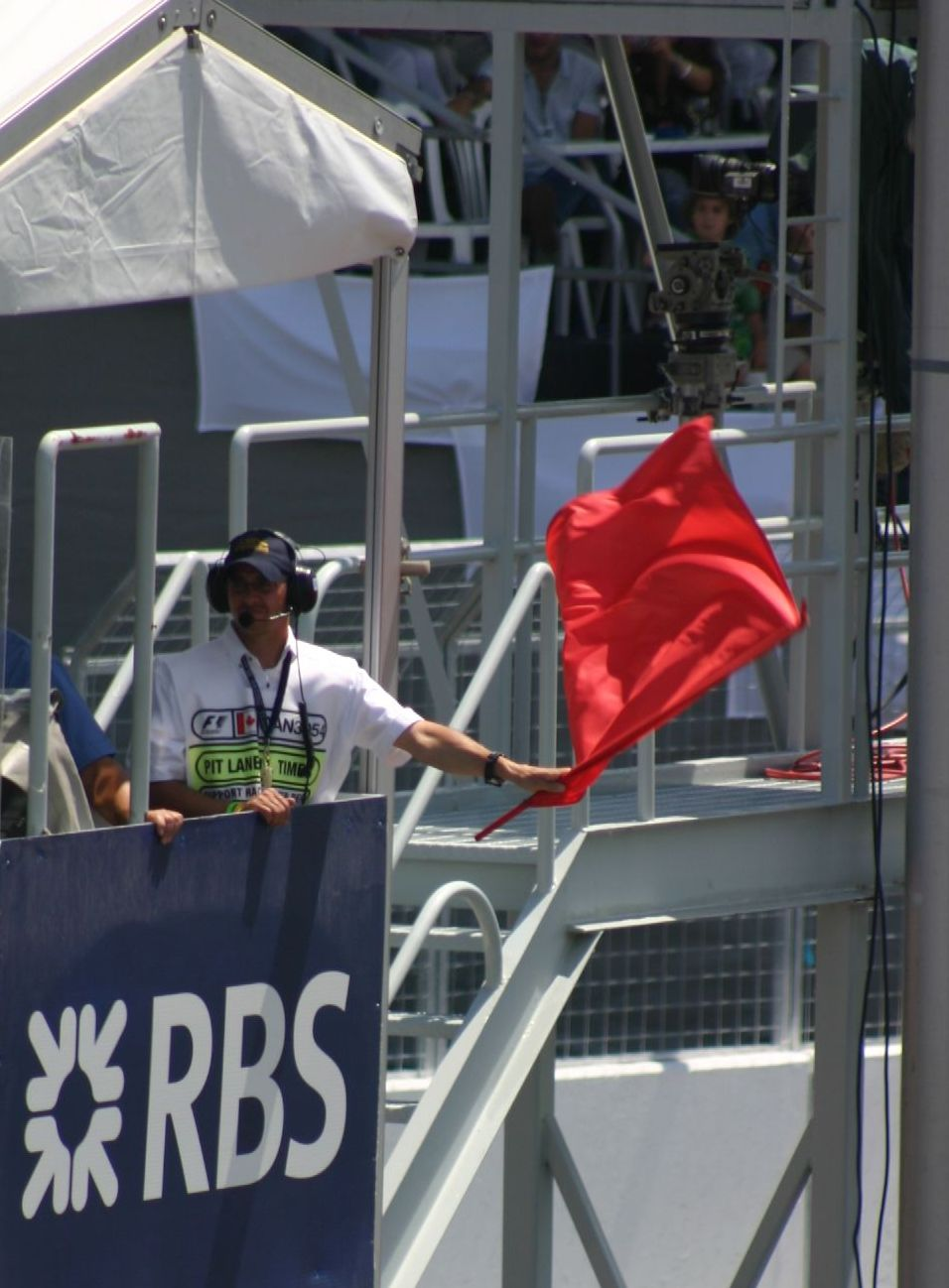
rote Flagge: Das Rennen ist unterbrochen oder sogar abgebrochen.

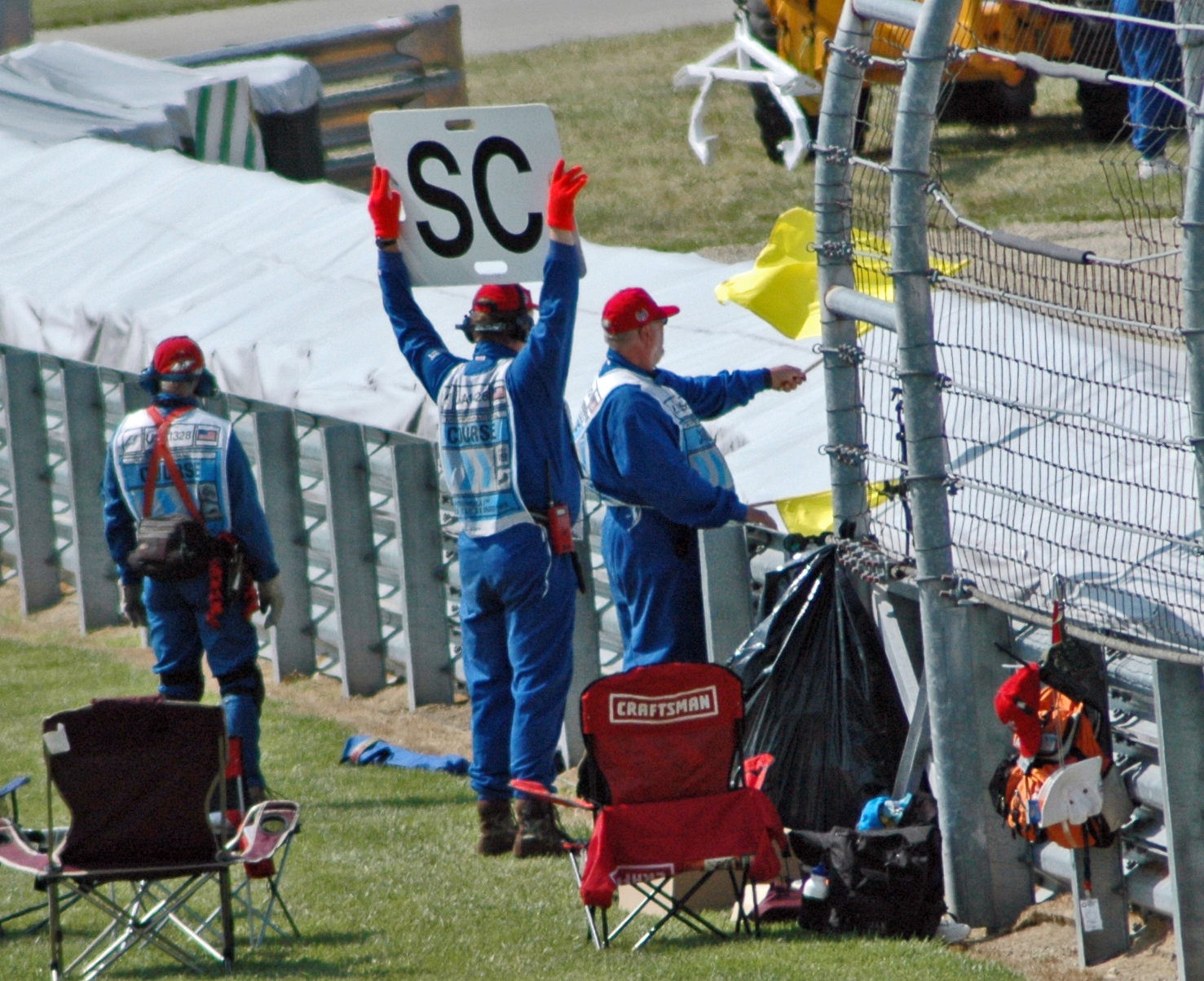
gelbe Flagge und „SC“-Schild: Das Safety Car ist auf der Strecke. Es gilt Überholverbot.

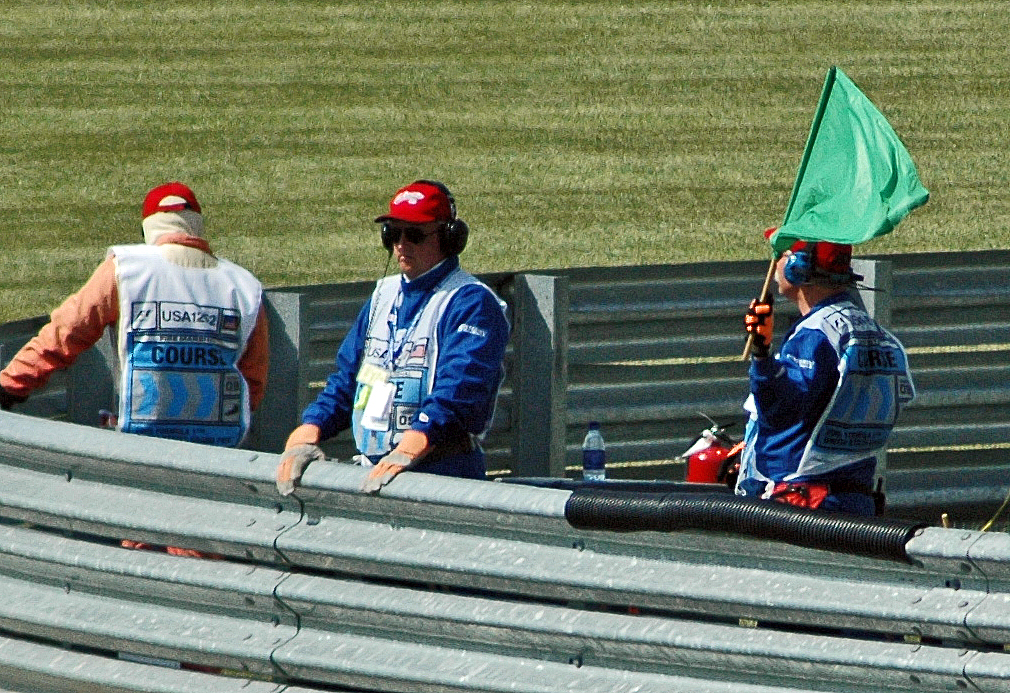
grüne Flagge: Ende der Gefahr und des Überholverbots.

Die Flaggenzeichen in Deutschland, Österreich und der Schweiz entsprechen den Richtlinien der FIA und der FIM. In Deutschland sind die Flaggenzeichen vom DMSB im Anhang H des Internationalen Sportgesetzes (Automobil) oder den allgemeingültigen Bestimmungen für den Straßensport (Motorrad) definiert.
Die Farben der Flaggen sind nach der Pantone-Farbskala festgelegt:

Die Flaggen sind mindestens 60 cm × 80 cm, die rote Flagge und die karierte Flagge mindestens 80 cm × 100 cm groß. In der Formel 1 werden seit der Saison 2007 die Flaggen direkt von der Rennleitung angewiesen und gesteuert und auch direkt am Formel-1-Lenkrad der Teilnehmer angezeigt. Die DTM hat in der Saison 2012 ein ähnliches System eingeführt, dies wird hier Marshalling System genannt.
| Flagge                                                             | Standort        | Nutzung                                           | Bedeutung |
| ------------------------------------------------------------------ | --------------- | ------------------------------------------------- | --- |
| Nationalflagge (Deutsche Flagge als Beispiel)                      | nur Rennleitung | senken                                            | Wird das Rennen mit der Nationalflagge gestartet, erfolgt der Start, wenn der Starter die Flagge senkt. Alternativ kann das Rennen durch einen Ampel-Countdown gestartet werden, in der Formel 1 ist dies vorgeschrieben. (Umgangssprachlich wird diese Flagge Startflagge genannt.) |
| Flagge mit Schachbrettmuster                                       | nur Rennleitung | geschwenkt                                        | Das Training, Qualifying oder Rennen wird mit der Zielflagge beendet, die Flagge wird dem Führenden und allen folgenden Teilnehmern gezeigt. In der Auslaufrunde gilt Überholverbot. |
| schwarze Flagge mit orangem Kreis in der Mitte (Spiegelei) · 1 · 2 | nur Rennleitung | still gehalten mit Start- nummer                  | Ein Fahrer wird gewarnt, dass sein Auto ein technisches Problem hat und er in der nächsten Runde die Boxen anfahren muss. Diese Flagge wird gemeinsam mit der jeweiligen Startnummer gezeigt. (Umgangssprachlich wird diese Flagge Spiegelei genannt) |
| schwarz-weiße Flagge, diagonal getrennt (Rüpelflagge) · 1 · 2      | nur Rennleitung | still gehalten mit Start- nummer                  | Ein Teilnehmer wird wegen unsportlichen Verhaltens verwarnt. Diese Flagge wird gemeinsam mit der jeweiligen Startnummer gezeigt. (Umgangssprachlich wird diese Flagge Rüpelflagge genannt.) |
| schwarze Flagge · 1 · 2                                            | nur Rennleitung | still gehalten mit Start- nummer                  | Der Teilnehmer wird vom Rennen ausgeschlossen und muss unverzüglich in die Box. Diese Flagge wird gemeinsam mit der jeweiligen Startnummer gezeigt. |
| Rote Flagge                                                        | gesamte Strecke | geschwenkt                                        | Unterbrechung oder Abbruch des Trainings oder Rennens. Die Flagge wird zuerst an Start-und-Ziel und nur auf Anweisung der Rennleitung gezeigt. Die Geschwindigkeit ist zu verringern, es gilt Überholverbot. Im Training wird die Box angefahren; im Rennen an der Red Flag Line angehalten. In manchen Rennserien wie der Formel 1 wird ebenfalls die Box angefahren. |
| SC VSC FCY                                                         | gesamte Strecke | geschwenkt ggf. mit SC/VSC-Schild oder FCY-Schild | Überholverbot! Achtung Gefahr! Zwei geschwenkte Flaggen: Große Gefahr, die Strecke ist womöglich ganz oder teilweise blockiert oder es befinden sich Sportwarte der Streckensicherung auf der Strecke. Bereit sein, anzuhalten! In einigen Rennserien beinhaltet die doppelte gelbe Flagge auch ein Tempolimit, z. B. 120 km/h beim 24-Stunden-Rennen auf dem Nürburgring. Ist das (seit 2016 teils virtuelle) Safety Car auf der Strecke, wird dies neben der gelben Flagge durch das Zeigen eines weißen Schildes oder einer Digitalanzeige mit schwarzem SC oder VSC für Virtual Safety Car angezeigt. Im Falle des VSC müssen die Fahrer eigenständig bestimmte Sektorzeiten einhalten. Full Course Yellow (FCY): Auf der gesamten Strecke gilt ein Tempolimit. Wird auf Anweisung der Rennleitung, meist nach einem Countdown, gezeigt und im Cockpit der Fahrer angezeigt. Automatisch und zeitgleich wird ein Geschwindigkeitsbegrenzer in den Rennautos aktiviert. Bei bestimmten Rennveranstaltungen können diese auch über einen gewissen Abschnitt der Strecke gezeigt werden – sogenannte Slow Zones. In diesen Bereichen gilt ein Tempolimit und wird am Ende der Slowzone mit der grünen Flagge aufgehoben. |
| grüne Flagge                                                       | gesamte Strecke | geschwenkt Motorrad: still gehalten               | Ende der Gefahr und des Überholverbots. Freie Fahrt! Bei der Startprozedur: Hinter der Startaufstellung zeigt ein Sportwart dem Starter mit der grünen Flagge an, dass das gesamte Feld steht und der Start erfolgen kann. |
| hellblaue Flagge                                                   | gesamte Strecke | geschwenkt                                        | Signalisiert einem Fahrer, der überrundet wird, dass sich ein schnelleres Fahrzeug nähert, dem das Vorbeifahren zu ermöglichen ist. |
| weiße Flagge                                                       | gesamte Strecke | geschwenkt                                        | Achtung, auf der Strecke befindet sich ein deutlich langsameres Fahrzeug. |
| gelbe Flagge mit vertikalen roten Streifen                         | gesamte Strecke | still gehalten                                    | Die Strecke ist rutschig (Ölspur, Sand oder Regen). Diese Flagge wird mindestens 4 Runden lang gezeigt. (Umgangssprachlich wird diese Flagge Ölflagge genannt.) |
| Code-60-Flagge                                                     | gesamte Strecke | still gehalten                                    | Nur bei Automobilrennen: 60 km/h Tempolimit, Überholverbot! Die Verwendung kann durch die Ausschreibung angekündigt werden, und kann den Einsatz eines Safety-Cars ersetzen. Die Flagge wird auf Anweisung der Rennleitung, in der Regel gleichzeitig mit der gelben Flagge, gezeigt. |
| weiße Flagge mit rotem Kreuz                                       | gesamte Strecke | still gehalten                                    | Nur bei Motorradrennen: Rettungsdienst oder Arzt befinden sich auf der Strecke. Die Flagge wird zusammen mit der gelben Flagge gezeigt. |

Mit der schwarzen Flagge wird nach Entscheidung der Sportkommissare dem Fahrer angezeigt, dass er an die Box oder an einen bestimmten Platz zu fahren hat.

### Beispiele
| Szene                                  | Beschreibung |
| -------------------------------------- | --- |
| Einsatz der einfachen gelben Flagge    | Einsatz der gelben und der grünen Flagge: Das weiße Fahrzeug hat die Fahrbahn teilweise oder auch ganz verlassen, die Gefahrenstelle ist passierbar. Es befinden sich keine Sportwarte auf der Strecke. Vor der Gefahrenstelle wird einfach Gelb geschwenkt gezeigt, hinter der Gefahrenstelle Grün geschwenkt. Es besteht ab der gelben Flagge Überholverbot, die Geschwindigkeit ist zu verringern, und die Teilnehmer müssen sich zum Ausweichen bereithalten. Hinter der grünen Flagge ist die Gefahrenzone beendet, und damit ist das Überholverbot wieder aufgehoben.                                          |
| Einsatz der verdoppelten gelben Flagge | Einsatz der verdoppelten gelben und der grünen Flagge: Die weißen Fahrzeuge sind kollidiert, die Strecke ist teilweise oder gesamt blockiert oder es befinden sich Sportwarte der Streckensicherung auf der Strecke. Vor der Gefahrenstelle wird doppelt Gelb geschwenkt gezeigt, hinter der Gefahrenstelle Grün geschwenkt. Es besteht ab den gelben Flaggen Überholverbot, die Geschwindigkeit ist deutlich zu verringern, und die Teilnehmer müssen sich auf Ausweichen oder zum Anhalten bereithalten. Hinter der grünen Flagge ist die Gefahrenzone beendet, und damit ist das Überholverbot wieder aufgehoben. |
| Einsatz der blauen Flagge              | Einsatz der blauen Flagge: Das rote Fahrzeug will im Rennen das blaue Fahrzeug überrunden. Dem blauen Fahrzeug wird die blaue Flagge gezeigt. Das blaue Fahrzeug hat nun zur nächstmöglichen Gelegenheit das rote Fahrzeug passieren zu lassen. |
| Einsatz der weißen Flagge              | Einsatz der weißen Flagge: Es befindet sich ein deutlich langsameres Fahrzeug (Streckensicherungsfahrzeug oder langsamer Teilnehmer) auf der Strecke. Vor diesem langsamen Fahrzeug wird mit der weißen Flagge gewarnt. Dieses Fahrzeug darf überholt werden. Bleibt dieses Fahrzeug stehen, wird die weiße Flagge durch die gelbe Flagge ersetzt. |

### Formel-1-Startampel
Ein Rennen kann durch Senken der Nationalflagge gestartet werden, alternativ kann das Rennen durch einen Ampel-Countdown gestartet werden. In der Formel 1 ist der Ampelstart vorgeschrieben.
| Lichtzeichen                                       | Bedeutung |
| -------------------------------------------------- | --- |
| Training läuft.                                    | Das Training ist freigeben, die Boxengasse ist geöffnet. Ein blaues Lichtsignal warnt ausfahrende Teilnehmer vor sich nähernden Fahrzeugen auf der Strecke. |
| Training ist abgebrochen.                          | Das Training ist abgebrochen, die Boxengasse ist geschlossen. |
| Training ist beendet.                              | Das Training ist beendet, die Boxengasse ist geschlossen. |
| 30 Min. bis zur ein Einführungsrunde.              | Startaufstellung: 30 Minuten bis zum Start in die Einführungsrunde, die Boxengasse ist geöffnet. 17 Minuten vor der Einführungsrunde ertönt ein Signalton. |
| Animation Formel 1 Countdown zur Einführungsrunde. | Countdown Einführungsrunde: - 5 Reihen: 15 Minuten bis zum Start in die Einführungsrunde, die Boxengasse ist geschlossen. Es ertönt ein Signalton. 10 Minuten vor der Einführungsrunde blinken die roten Leuchten und der Signalton ertönt zweimal. - 4 Reihen: 05 Minuten bis zum Start in die Einführungsrunde. Es ertönt ein Signalton. - 3 Reihen: 03 Minuten bis zum Start in die Einführungsrunde. Es ertönt ein Signalton. - 2 Reihen: 01 Minute bis zum Start in die Einführungsrunde. Es ertönt ein Signalton. - 1 Reihe: 015 Sekunden bis zum Start in die Einführungsrunde. Es ertönt ein Signalton. - Mit dem Wechsel von roten auf grüne Leuchten ist die Einführungsrunde gestartet.                                                                             |
| Animation Formel 1 Start-Countdown.                | Hinter der Startaufstellung zeigt ein Sportwart dem Starter mit der grünen Flagge an, dass das gesamte Feld steht und der Start-Countdown erfolgen kann. Start-Countdown: - 1 Reihe: 05 Sekunden bis zur Startfreigabe, alle Fahrzeuge sind in Position, die Boxengasse ist geschlossen. - 2 Reihen: 4 Sekunden bis zur Startfreigabe. - 3 Reihen: 3 Sekunden bis zur Startfreigabe. - 4 Reihen: 2 Sekunden bis zur Startfreigabe. - 5 Reihen: 1 Sekunde bis zur Startfreigabe. - Nach 0,2 bis 3 Sek. wird mit dem Verlöschen aller roter Leuchten das Rennen gestartet. Nach dem Passieren des letzten Fahrzeuges wird die Boxengasse auf Grün geschaltet und freigegeben. Ein blaues Lichtsignal warnt ausfahrende Teilnehmer vor sich nähernden Fahrzeugen auf der Strecke. |
| Rennabbruch                                        | Rennabbruch: Rote Leuchten und blinkende gelbe Leuchten signalisieren den Teilnehmern einen Rennabbruch. |

### Flaggensignale bei Nacht

Mit 3 bis 4 Hz blinkende „gelbe Flagge“ mit Safety-Car-Hinweis

Doppelte „gelbe Flagge“ als Digiflag

Verwarnung des Fahrers mit der Nummer 99

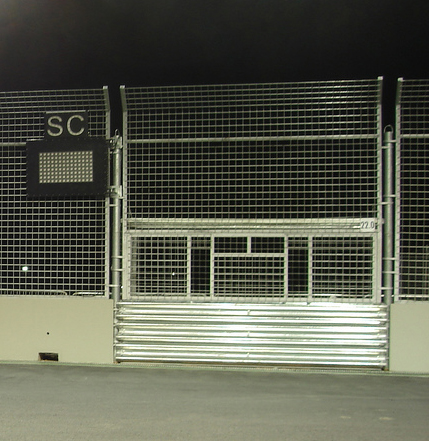
Streckenposten auf dem Marina Bay Street Circuit mit „Digiflag“

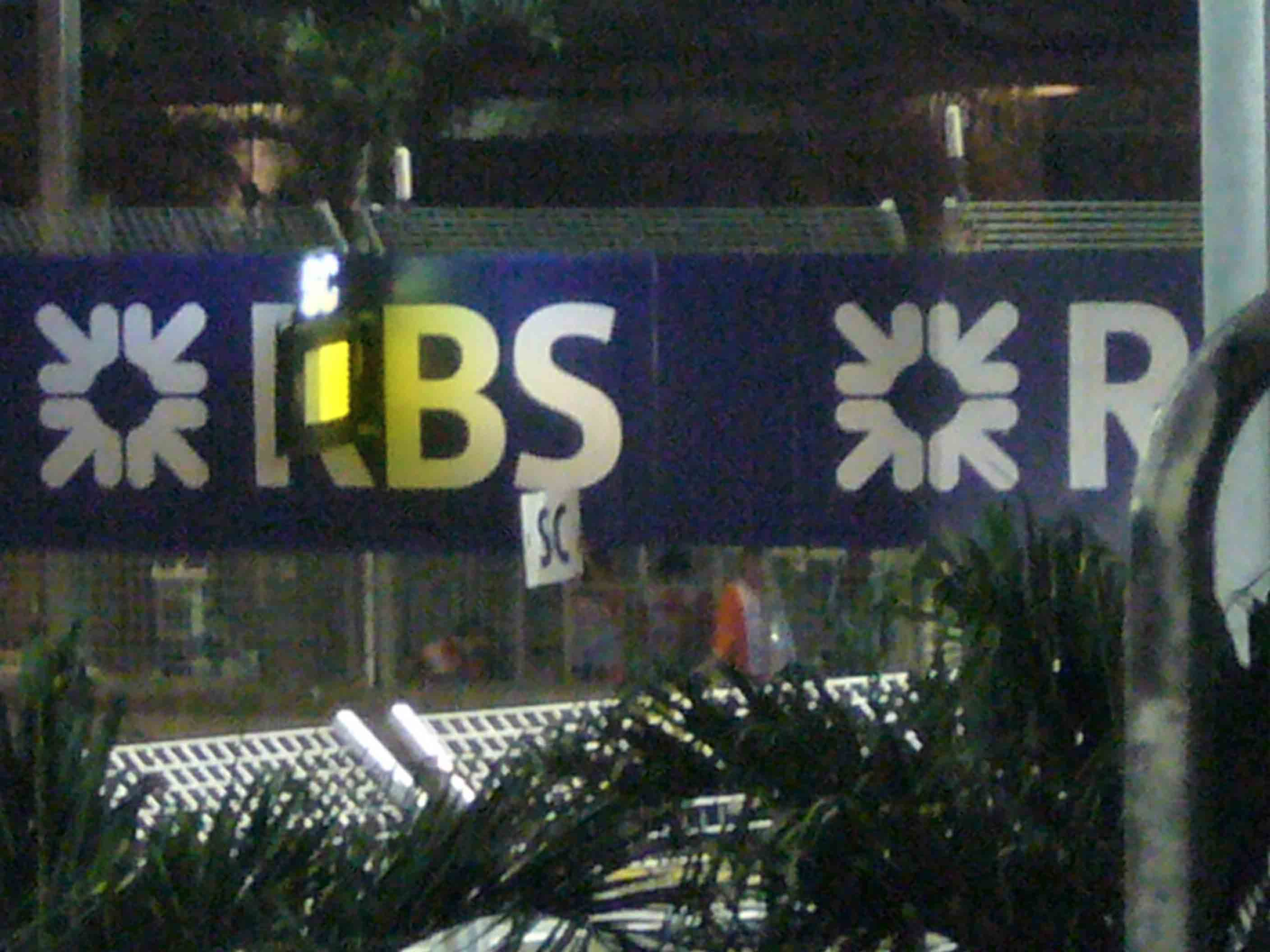
Digitale gelbe Flagge mit SC-Zeichen beim Singapore GP 2008

2008 wurden mit dem ersten Nachtrennen der Formel 1 beim Großen Preis von Singapur „elektronische Flaggen“ eingeführt. Da diese Lichttafeln die gleiche Bedeutungen haben wie die konventionellen Flaggensignale, werden die Anzeigen auch digitale Flaggen genannt; oft wird auch der englische Markenname Digiflag verwendet. Seit 2011 werden die digitalen Flaggenzeichen bei allen Formel-1-Rennen eingesetzt.
Die Lichtsignale müssen in einer Frequenz von 3 bis 4 Hertz blinken und verzögerungsfrei an- und ausgehen. Die Leuchtstärke muss so ausgelegt sein, dass die Farben selbst bei Sonnenlicht aus 250 Meter in einem Winkel von 70 Grad klar zu erkennen sind. Die Rückplatte muss matt schwarz und die angezeigten Farben müssen ausreichend klar sein. Die elektronischen Flaggen sind aufgrund der Anforderungen an Helligkeit, klarer Farbe und Schaltgeschwindigkeit mit Leuchtdioden realisiert.
Bestimmte Lichtsignale können vom Sportwart aktiviert werden, einzelne werden aus der Rennleitung direkt gesteuert. Das aktuelle Lichtsignal wird auch den folgenden Streckenposten weitergemeldet. Bei Bedarf können in der Veranstaltungsausschreibung weitere elektronische Flaggenzeichen, wie zum Beispiel die gelbe Flagge mit roten Streifen definiert werden.
Bei anderen Veranstaltungen werden reflektierende Tafeln verwendet, diese müssen hochreflektiv sein.
Teilweise werden auch die gelben und grünen Signallampen der Startampel als digitale Flaggensignale verwendet.
| Lichtzeichen                                              | reflektierende Tafel                       | Bedeutung |
| --------------------------------------------------------- | ------------------------------------------ | --- |
| rote Flagge                                               | rote Flagge                                | Unterbrechung oder Abbruch des Trainings oder Rennens. Die Flagge wird zuerst an Start-und-Ziel und nur auf Anweisung der Rennleitung gezeigt. Die Geschwindigkeit ist zu verringern, es gilt Überholverbot. Im Training wird die Box angefahren; im Rennen an der Red Flag Line angehalten. (Das Lichtsignal kann nur von der Rennleitung aktiviert werden, die Tafel wird auf Anweisung der Rennleitung gezeigt.)                                                                                  |
| gelbe Flagge                                              | gelbe Flagge                               | Überholverbot! Große Gefahr, die Strecke ist womöglich ganz oder teilweise blockiert. Bereit sein, anzuhalten! Eine doppelte gelbe Flagge wird durch abwechselnd blinkende gelbe Hälften signalisiert (siehe Animation rechts) |
| gelbe Flagge mit Safety-Car · gelbe Flagge mit Safety-Car | gelbe Flagge · Safety-Car-Schild           | Safety-Car-Phase, es gilt Überholverbot. |
| gelbe Flagge mit Virtual-Safety-Car                       | gelbe Flagge · Safety-Car-Schild           | Nur Formel 1, ab 2015: Virtual-Safety-Car-Phase, es gilt in dem Streckenabschnitt das vorher festgelegte Tempolimit und Überholverbot. Bei VSC wird kein Safety Car eingesetzt. |
| grüne Flagge                                              | grüne Flagge                               | Ende der Gefahr und des Überholverbots. Freie Fahrt! |
| blaue Flagge · blaue Flagge                               | hellblaue Flagge                           | Signalisiert einem Fahrer, der überrundet wird, dass sich ein schnelleres Fahrzeug nähert, dem das Vorbeifahren zu ermöglichen ist. (Die Startnummer des langsameren Fahrzeugs wird ggfs. in einem blauen Rahmen gezeigt – siehe unteres Bild) Ein schnelleres Fahrzeug setzt zum Überholen an. Es ist sofort vorbeizulassen. Wenn die blauen Flaggen dreimal missachtet werden, wird eine Drive Through Penalty genannte Durchfahrtsstrafe fällig. (Kann nur von der Rennleitung aktiviert werden.) |
| weiße Flagge                                              | weiße Flagge                               | Achtung, auf der Strecke befindet sich ein deutlich langsameres Fahrzeug. |
| gelbe Flagge mit senkrechten roten Streifen               | gelbe Flagge mit vertikalen roten Streifen | Achtung, veränderte Fahrbahnoberfläche, Rutschgefahr. (wird bei Bedarf in der Veranstaltungsausschreibung bekanntgegeben) |
| Zielflagge                                                | Zielflagge                                 | Zielflagge (Rennen ist beendet) |
|                                                           | Rüpelflagge                                | Verwarnung. Die Startnummer des betreffenden Fahrzeugs wird abwechselnd zu dem Lichtsignal gezeigt (siehe Animation rechts). Eine Disqualifikation wird mit den Worten „Black Flag“ vermittelt. |
| Nasse Strecke                                             | Nasse Strecke                              | Nasse Strecke |
| Standing Start                                            |                                            | Zur Startaufstellung (Standing Start, nach Rennabbruch). Bei fliegendem Start wird „RS“ (Rolling Start) mit grünem Rand gezeigt. |
| Boxengasse geschlossen                                    |                                            | Boxengasse geschlossen. (Die Einfahrt zur geöffneten Boxengasse kann ggfs. mit einem gelben Pfeil angezeigt werden) |

Daneben können grundsätzlich auch alle anderen Flaggen digital animiert angezeigt werden.

## Kartsport
Im Kartsport kann zusätzlich zu den Flaggenzeichen für Rundstreckenrennen folgende Flagge verwendet werden:
| Flagge                                       | Standort        | Nutzung                          | Bedeutung |
| -------------------------------------------- | --------------- | -------------------------------- | --- |
| blaue Flagge mit rotem Diagonalkreuz · 1 · 2 | nur Rennleitung | still gehalten mit Start- nummer | Für überrundete Teilnehmer ist das Rennen beendet. Die Verwendung muss durch die Ausschreibung angekündigt werden. |

Im Kartsport steht das Schwenken der schwarzen Flagge für die Disqualifikation des Teilnehmers. Sie wird in Verbindung mit der Startnummer gezeigt.

## Rallyesport
Im Rallyesport nach Streckensicherungsvorschriften von 2019 des DMSB kommt auf der Strecke nur die gelbe und grüne Flagge zum Einsatz, zusätzlich an den Hauptfunkposten die rote Flagge. Der Leiter der Wertungsprüfung (WP-Leiter) nutzt nur die rote und die grüne Flagge.
| Flagge       | Standort            | Nutzung                        | Bedeutung |
| ------------ | ------------------- | ------------------------------ | --- |
| rote Flagge  | Fahrzeug WP-Leiters | still gehalten                 | Der Leiter der Wertungsprüfung sperrt bei der Durchfahrt mit der roten Flagge oder einer roten Rundumleuchte die Strecke. Der WP-Leiter bricht mit der roten Flagge im Durchgang auch die Wertungsprüfung ab. Dies wird zusätzlich den Hauptfunkposten auf Anweisung signalisiert.     |
| gelbe Flagge | gesamte Strecke     | still gehalten oder geschwenkt | Überholverbot! Achtung Gefahr! Gefahr auf oder neben der Fahrbahn. Geschwindigkeit verringern, Vorbereiten zum Anhalten! Die Strecke ist teilweise oder komplett blockiert. (Bei der gelben Flagge gibt es keinen Unterschied mehr zwischen still gehaltener und geschwenkter Flagge.) |
| grüne Flagge | Fahrzeug WP-Leiters | still gehalten                 | Der Leiter der Wertungsprüfung öffnet bei der Durchfahrt mit der grünen Flagge oder einer grünen Rundumleuchte die Strecke. Die Sperrung wird aufgehoben und die Strecke wird für den normalen öffentlichen Verkehr freigegeben.                                                       |

## Bergrennen
Bei einer unmittelbaren Gefahr wird ein Bergrennen nicht abgebrochen, sondern nur die Teilnehmer werden mit der roten Flagge angehalten, die sich auf der Strecke vor der Gefahrenstelle befinden.
| Flagge      | Standort        | Nutzung | Bedeutung |
| ----------- | --------------- | ------- | --- |
| rote Flagge | gesamte Strecke | –       | Für diesen Fall ist die Bedeutung: „unbedingt und sofort Halt“. Das Zeichen wird zwischen Start und der Gefahrenstelle an jedem Posten gezeigt. Die rote Flagge kann durch rote Lichtzeichen ergänzt werden. |

Die anderen Flaggen haben dieselbe Bedeutung wie bei Rundstreckenrennen, wobei die verschiedenen schwarzen Flaggen nicht verwendet werden.

## Bahnsport
Beim Bahnsport wird den Motorradteilnehmern mit einer gelben Flagge mit schwarzen Streifen die letzte Runde angezeigt.
| Flagge                                      | Standort        | Nutzung        | Bedeutung |
| ------------------------------------------- | --------------- | -------------- | --- |
| gelbe Flagge mit schwarzem Diagonalstreifen | nur Rennleitung | still gehalten | In der letzten Runde wird den Teilnehmern die gelbe Flagge mit einem 5 cm breiten schwarzen Diagonalstreifen gezeigt. |

## Nationale Besonderheiten

### Isle of Man
Bei der Isle of Man TT werden aufgrund des typischen Wetters der britischen Inseln zusätzliche Flaggen für die Wettersignalisierung verwendet.
| Flagge                               | Standort        | Nutzung        | Bedeutung |
| ------------------------------------ | --------------- | -------------- | --- |
| weiße Flagge mit rotem Diagonalkreuz | gesamte Strecke | still gehalten | Feuchte, bzw. nasse Stellen in diesem Streckenabschnitt verringern die Bodenhaftung. |
| weiße Flagge mit einem S             | gesamte Strecke | still gehalten | In diesem Streckenabschnitt besteht Gefahr durch blendende Sonne. Diese Flagge kann auch mit dem Wort „SUN“ beschriftet sein. Das „S“ steht für das englische Wort „Sun“, und bedeutet „Sonne“. |
| weiße Flagge mit einem V             | gesamte Strecke | still gehalten | In diesem Streckenabschnitt ist die Sicht eingeschränkt (z. B. durch Nebel). Das „V“ steht für das englische Wort „Visibility“, und bedeutet „Sichtweite“.                                      |

### Vereinigte Staaten

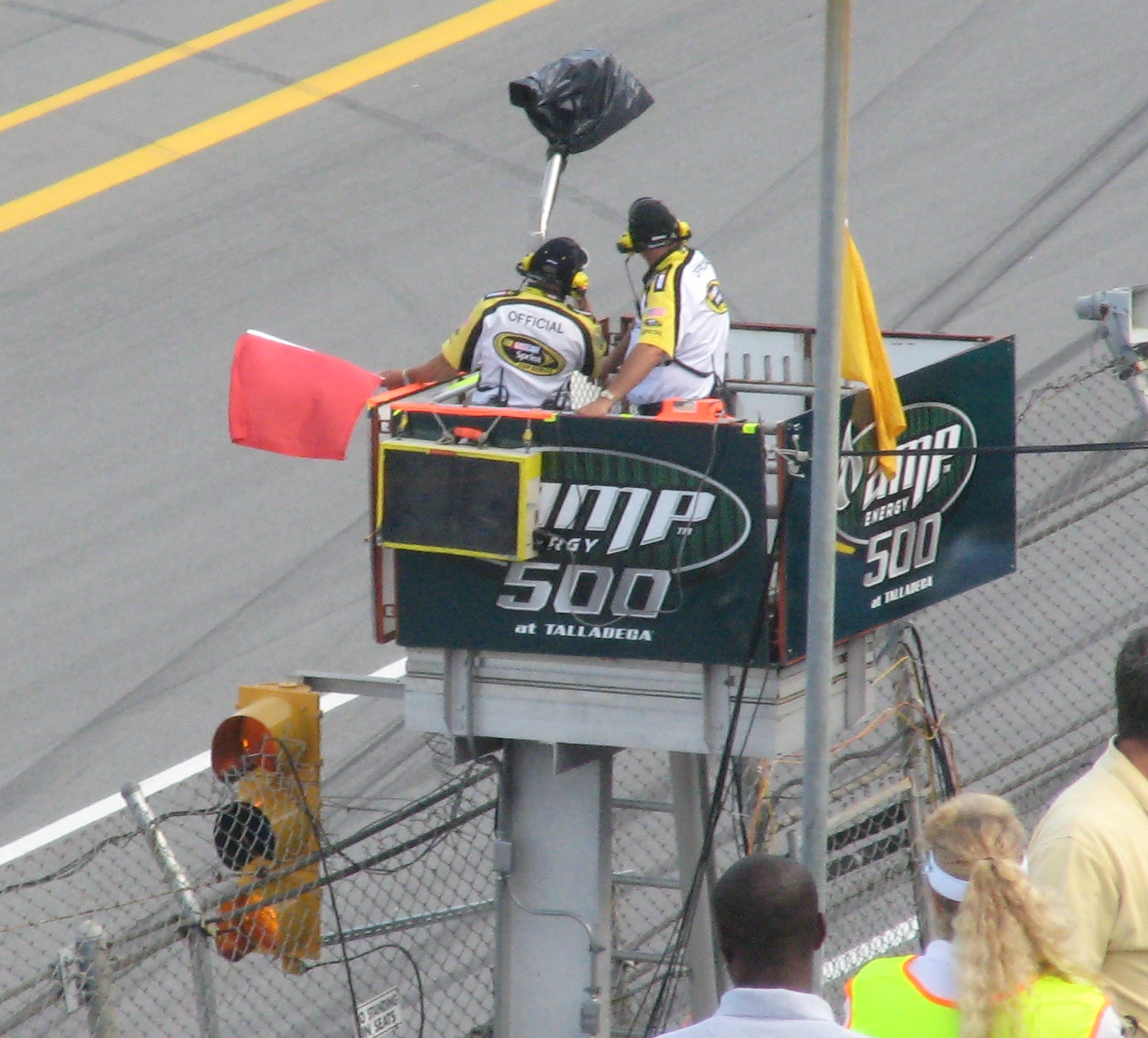
Ein NASCAR-Lauf auf dem Talladega Superspeedway wird mit Rot gestoppt.

In den US-amerikanischen Serien NASCAR und IndyCar werden national festgelegte Flaggenzeichen verwendet.
| Flagge                                           | Standort        | Nutzung        | Bedeutung |
| ------------------------------------------------ | --------------- | -------------- | --- |
| grüne Flagge                                     | nur Rennleitung | geschwenkt     | Start, oder Neustart des Laufes. |
| Flagge mit Schachbrettmuster                     | nur Rennleitung | geschwenkt     | Das Training, Qualifying oder Rennen ist beendet. |
| Flagge mit grünem Schachbrettmuster              | nur Rennleitung | geschwenkt     | Ende der Rennstufe |
| schwarze Flagge                                  | nur Rennleitung | still gehalten | Fahrer muss in die Box zurückkehren |
| schwarze Flagge mit weißem Diagonalkreuz · 1 · 2 | nur Rennleitung | still gehalten | Disqualifikation |
| rote Flagge                                      | gesamte Strecke | geschwenkt     | Unterbrechung des Trainings oder Rennens. |
| rote Flagge mit gelben Diagonalkreuz             | gesamte Strecke | still gehalten | Boxengasse ist geschlossen. |
| gelbe Flagge                                     | gesamte Strecke | geschwenkt     | Überholverbot! Achtung, Gefahr! Zwei geschwenkte Flaggen: Große Gefahr, die Strecke ist womöglich ganz oder teilweise blockiert. Bereit sein, anzuhalten! |
| blaue Flagge                                     | gesamte Strecke | geschwenkt     | NASCAR auf Rundstrecke: langsames Fahrzeug auf der Strecke IndyCar: Schnelleres Fahrzeug läuft auf.                                                       |
| blaue Flagge mit gelben Balken                   | gesamte Strecke | geschwenkt     | Signalisiert einem Fahrer, der überrundet wird, dass sich ein schnelleres Fahrzeug nähert.                                                                |
| weiße Flagge                                     | gesamte Strecke | geschwenkt     | Letzte Runde. |
| weiße Flagge mit rotem Kreuz                     | gesamte Strecke | still gehalten | Sanitätsfahrzeug auf der Strecke. |
| gelbe Flagge mit vertikalen roten Streifen       | gesamte Strecke | still gehalten | Strecke ist rutschig (Ölspur, Regen). |

Als Besonderheit dürfen nach Zeigen der roten Flagge an den Autos keine Veränderungen vorgenommen werden; im Gegensatz dazu gelten im FIA-Bereich die Regeln der Red Flag Line.